# 国土交通事務次官
国土交通事務次官（こくどこうつうじむじかん）は、国家公務員における官職及び役職の一つである。国土交通省事務方のトップ。略して国交次官。

## 概要
国土交通省における事務方のトップ。中央省庁再編直後に省内では「まずは建設（省）、次に運輸（省）、最後に国土（庁）で次官を回していく」との見方が広まっていた。当初は3省庁の「三角巾人事」と呼ばれていたが、実質的には国土（庁）ではなく、技官との三角巾状態になっている。

## 歴代国土交通事務次官
| 代 | 氏名                          | 在任期間                      | 学歴 ※記載なき場合東京大学法学部           | 退任後の役職 |  |
| -- | ----------------------------- | ----------------------------- | ------------------------------------------ | --- |  |
| 1  | 小野邦久 （建設）             | 2001年1月6日 - 2001年7月6日   |                                            | 都市再生機構理事長、不動産適正取引推進機構理事長 |  |
| 2  | 小幡政人 （運輸）             | 2001年7月6日 - 2002年7月16日  |                                            | 鉄道・運輸機構理事長、一般財団法人航空保安無線システム協会顧問 |  |
| 3  | 青山俊樹 （技官）             | 2002年7月16日 - 2003年7月18日 | 京都大学大学院工学研究科土木工学専攻       | 水資源機構理事長 |  |
| 4  | 風岡典之 （建設）             | 2003年7月18日 - 2004年7月1日  | 東京教育大学文学部社会科学科法律政治学専攻 | 宮内庁長官、宮内庁次長 |  |
| 5  | 岩村敬 （運輸）               | 2004年7月1日 - 2005年8月12日  |                                            | 一般財団法人環境優良車普及機構会長、港湾近代化促進協議会会長、株式会社損害保険ジャパン顧問、 東京大学公共政策大学院特任教授、関西電力株式会社顧問、関西国際空港株式会社取締役会長 |  |
| 6  | 佐藤信秋 （技官）             | 2005年8月12日 - 2006年7月11日 | 京都大学大学院工学研究科土木工学専攻       | 自民党所属参議院議員 |  |
| 7  | 安富正文 （運輸）             | 2006年7月11日 - 2007年7月10日 |                                            | 港湾近代化促進協議会会長、東京メトロ会長 |  |
| 8  | 峰久幸義 （建設）             | 2007年7月10日 - 2008年7月4日  |                                            | 復興庁事務次官、内閣官房参与 |  |
| 9  | 春田謙 （運輸）               | 2008年7月4日 - 2009年7月24日  |                                            | 新関西国際空港代表取締役社長、関西国際空港土地保有代表取締役社長 |  |
| 10 | 谷口博昭 （技官）             | 2009年7月24日 - 2010年8月10日 | 東京大学工学部土木工学科                   | 芝浦工業大学教授、国土技術研究センター理事長、全国土木施工管理技士会連合会会長 |  |
| 11 | 竹歳誠 （建設）               | 2010年8月10日 - 2011年9月2日  |                                            | 内閣官房副長官、駐オーストリア特命全権大使、一般財団法人建設経済研究所理事長 |  |
|    | 小澤敬市 （事務次官事務代理） | 2011年9月2日- 2011年9月16日   |                                            | |  |
| 12 | 宿利正史 （運輸）             | 2011年9月16日- 2012年9月11日  |                                            | 一般社団法人国際高速鉄道協会理事長、一般財団法人運輸総合研究所会長 |  |
| 13 | 佐藤直良 （技官）             | 2012年9月11日 - 2013年8月1日  | 東京工業大学大学院理工学研究科土木工学専攻 | 先端建設技術センター理事長、日本大学客員教授、日本建設情報総合センター顧問 |  |
| 14 | 増田優一 （建設）             | 2013年8月1日 - 2014年7月8日   |                                            | 中日本高速道路代表取締役副社長グループCCO |  |
| 15 | 本田勝 （運輸）               | 2014年7月8日 - 2015年7月31日  |                                            | 一般社団法人ドローン操縦士協会理事、株式会社損保ジャパン日本興亜顧問、東京メトロ会長                                                                                              |  |
| 16 | 徳山日出男 （技官）           | 2015年7月31日 - 2016年6月17日 | 東京大学工学部土木工学科                   | 電通執行役員社長補佐、政策研究大学院大学客員教授 |  |
| 17 | 武藤浩 （運輸）               | 2016年6月17日 - 2017年7月7日  | 京都大学法学部                             | みずほ銀行顧問、ぐるなび総研顧問 |  |
| 18 | 毛利信二 （建設）             | 2017年7月7日 - 2018年7月31日  |                                            | 全日本不動産協会全日みらい研究所所長、住宅金融支援機構理事長、東京大学公共政策大学院客員教授                                                                                      |  |
| 19 | 森昌文 （技官）               | 2018年7月31日 - 2019年7月9日  | 東京大学工学部土木工学科                   | 内閣総理大臣補佐官、東日本高速道路代表取締役、東京大学客員教授、立命館大学客員教授                                                                                                |  |
| 20 | 藤田耕三 （運輸）             | 2019年7月9日 - 2020年7月21日  |                                            | 損害保険ジャパン顧問、鉄道建設・運輸施設整備支援機構理事長 |  |
| 21 | 栗田卓也 （建設）             | 2020年7月21日 - 2021年7月1日  | 京都大学法学部                             | 東京大学大学院新領域創成科学研究科・ハビタット・イノベーション研究社会連携講座特任教授                                                                                            |  |
| 22 | 山田邦博 （技官）             | 2021年7月1日 - 2022年6月28日  | 東京大学大学院工学系研究科土木工学専攻     | |  |
| 23 | 藤井直樹 （運輸）             | 2022年6月28日 - 2023年7月4日  |                                            | |  |
| 24 | 和田信貴 （建設）             | 2023年7月4日 - 2024年7月1日   |                                            | |  |
| 25 | 吉岡幹夫 （技官）             | 2024年7月1日 - 2025年7月1日   | 東京大学工学部都市工学科                   | |  |
| 26 | 水嶋智 （運輸）               | 2025年7月1日 - 現職           |                                            | |  |